# Piz Bacun
Der Piz Bacun (auch Piz Bacone) ist ein 3244 m ü. M. hoher Granit-Berg in den Südlichen Bergeller Bergen im Süden des Kantons Graubünden. Der Berg befindet sich nördlich auf dem Grat zwischen Albignasee und Fornogletscher.

## Routen und Besteigungen
Die Erstbesteigung erfolgte im Jahre 1883 durch Theodor Curtius mit den Bergführern Christian Klucker und Johann Eggenberger.
Der Normalweg führt mit der Kletterschwierigkeit III- über den Ostgrat zum Gipfel, der Zustieg zum Ostgrat ist alternativ von der Albignahütte oder der Fornohütte aus möglich, beide Varianten sind mit etwa 5 Stunden angegeben.
Weitere Anstiege sind über den Nordgrat (Schwierigkeit III-), den Südgrat (Schwierigkeit IV), sowie weitere wenig begangene Routen möglich.